# 和解・癒やし財団
和解・癒やし財団（わかいいやしざいだん、朝鮮語: 화해・치유재단）は、2015年12月28日、ソウル特別市における日韓外相会談で確認された、慰安婦問題の「最終的かつ不可逆的な解決」を実施するための慰安婦問題日韓合意（韓日合意）に基づいて、日本政府の資金拠出により設立され、元慰安婦を対象とする支援事業をおこなっていた大韓民国の財団。

## 経緯
慰安婦問題日韓合意に基づき設立された。資金10億円は日本側が拠出した。

### 2016年
- 誠信女子大学校名誉教授の金兌玄（김태현）が財団の設立準備委員長となり、2016年7月28日に財団が設立されると、そのまま理事長となったが[7]、財団発足記念記者懇談会の直後にカプサイシンをかけられる嫌がらせに遭った[8]。同日の財団事務所前では、挺対協などの市民団体が韓日合意の無効を訴え、記者懇談会場を大学生らが占拠するなど、反対派の活動が行われていた[9]。

- 日本政府は、8月24日の閣議で予備費から10億円の拠出を決定し[10]、9月1日には韓国外務省が「和解・癒やし財団」の銀行口座に10億円が送金されたと発表した[11]。
- 財団は、2015年末時点の生存者に約1億ウォン、死亡者の親族らに約2000万ウォンを支給する方針を立て、さらに日本の安倍晋三首相からの「おわびの手紙」の用意を求めた[12]。10月には、現金の支給が始まったことが報じられたが、受け取りを拒む元慰安婦や家族もあった[13]。当時、合意に反対する挺対協やナヌムの家などが、日韓合意に基づく現金受け取りを拒否するよう元慰安婦に働きかけたとする証言もある[14]。

### 2017年
- 2017年5月に大統領となった文在寅は、外交部に合意内容を検証する作業部会を設置した[15]。7月27日には、金兌玄理事長が「被害者のための事業が一段落した時点で辞意を表明するのが望ましいと判断した」として辞任した[16]。外交部の作業部会は12月27日付で日韓合意に否定的な報告書を公表したが、これに伴い、8人の理事のうち政府関係者3人を除く5人が12月26日付の辞表を出した[15]。

### 2018年
- 2018年1月9日、康京和外務部長官は、財団に韓国政府が日本政府が拠出した金額に相当する資金を入れることを表明したが、文在寅大統領はこれを受け、「これで（現金を）受け取っていない元慰安婦も堂々とお金をもらうことができる」と述べた[17]。また、財団を管轄する女性家族部の鄭鉉栢（朝鮮語版）長官は「(2018)年内に清算（解散）されることを望んでいる」と述べたと報じられた[18]。
- 同年11月21日、韓国政府は財団の解散を発表[5]。女性家族省は「再調査の結果や財団を取り巻く現在の状況に基づき、事業の終了を決定した」との声明を出した[5]。日韓合意では根本的に解決できないという韓国政府の判断で財団の解散が決定したとされる[19]。同日午後、臨時会見の場で、日本の河野外務大臣は「たとえ政権が変わったとしても責任を持って実施されるべきものであり、一方的な解散は受け入れられない」と韓国政府へ申し入れたと公表した[20]。
- 日韓合意の時点で生存していた元慰安婦47人中、34人[18]、ないし、36人がひとりあたり1億ウォンの支給を受けたとされる[4]。韓国政府が財団の解散を発表した同日（11月21日）までに、韓国の同財団が資金を支給した人数は、生存者34名と遺族58名と日本側は臨時記者会見で公表した[20]。

### 2019年
- 2019年6月17日に韓国の財団側が解散登記を申請し、7月3日に解散が完了。
- 同年7月5日、財団が正式に解散したことが報じられた[2][3][6]。日本が拠出した資金10億円のうち、5億円以上が残余金となっている[6][3]。また、支給希望者のうち、元慰安婦2人と（元慰安婦の）遺族13人が未支給の状態にある[6]。残余金については同年、文喜相国会議長が徴用工問題解決のための積立金に組み入れる試案を披露したが、慰安婦支援団体側の反対で取り下げている[21]。
- 7月5日午前、西村康稔官房副長官は記者会見で日韓合意に照らして極めて問題があるとの認識を示し、韓国に抗議したと明らかにした[22]。